# 寺町 (美馬市)

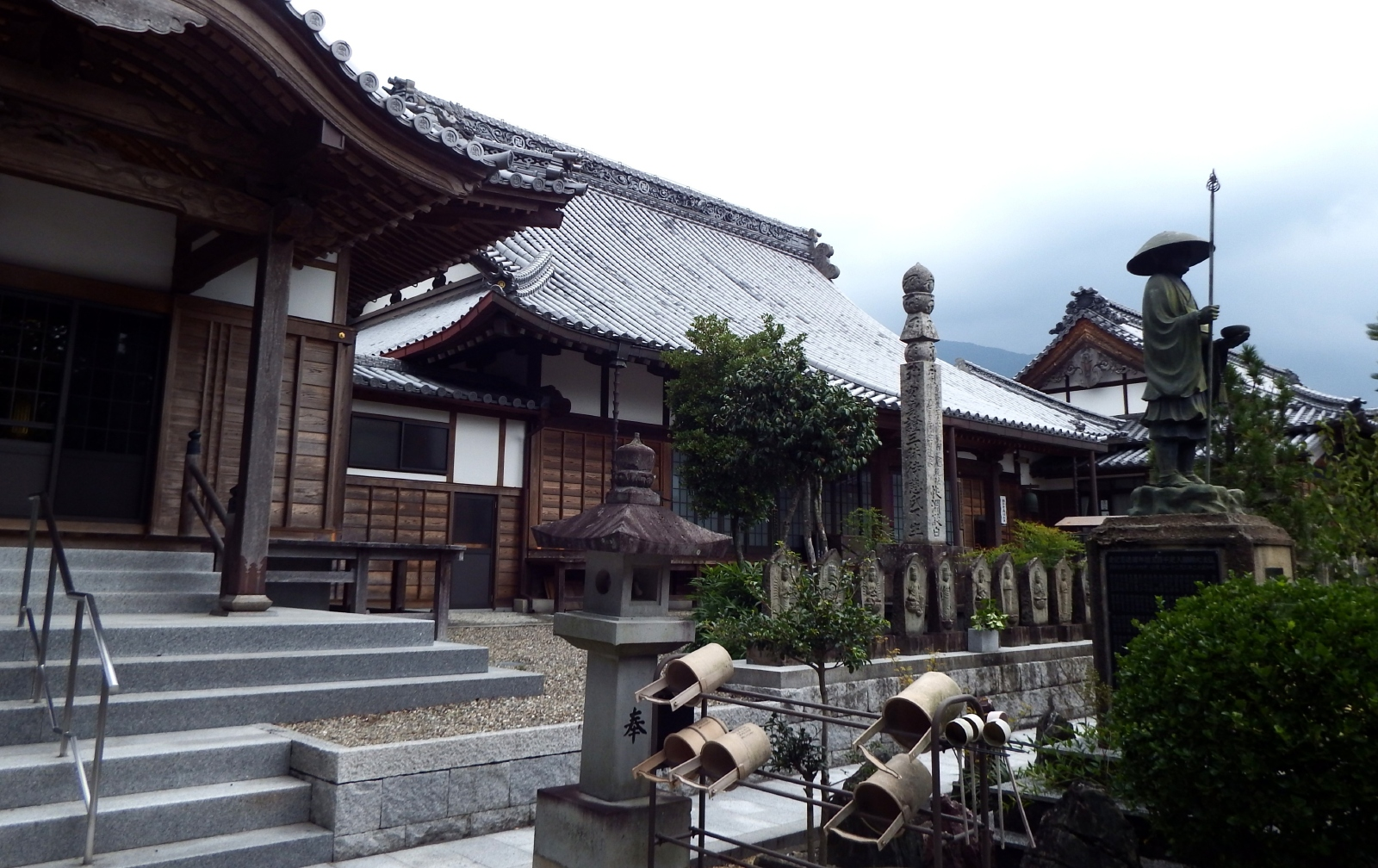
願勝寺

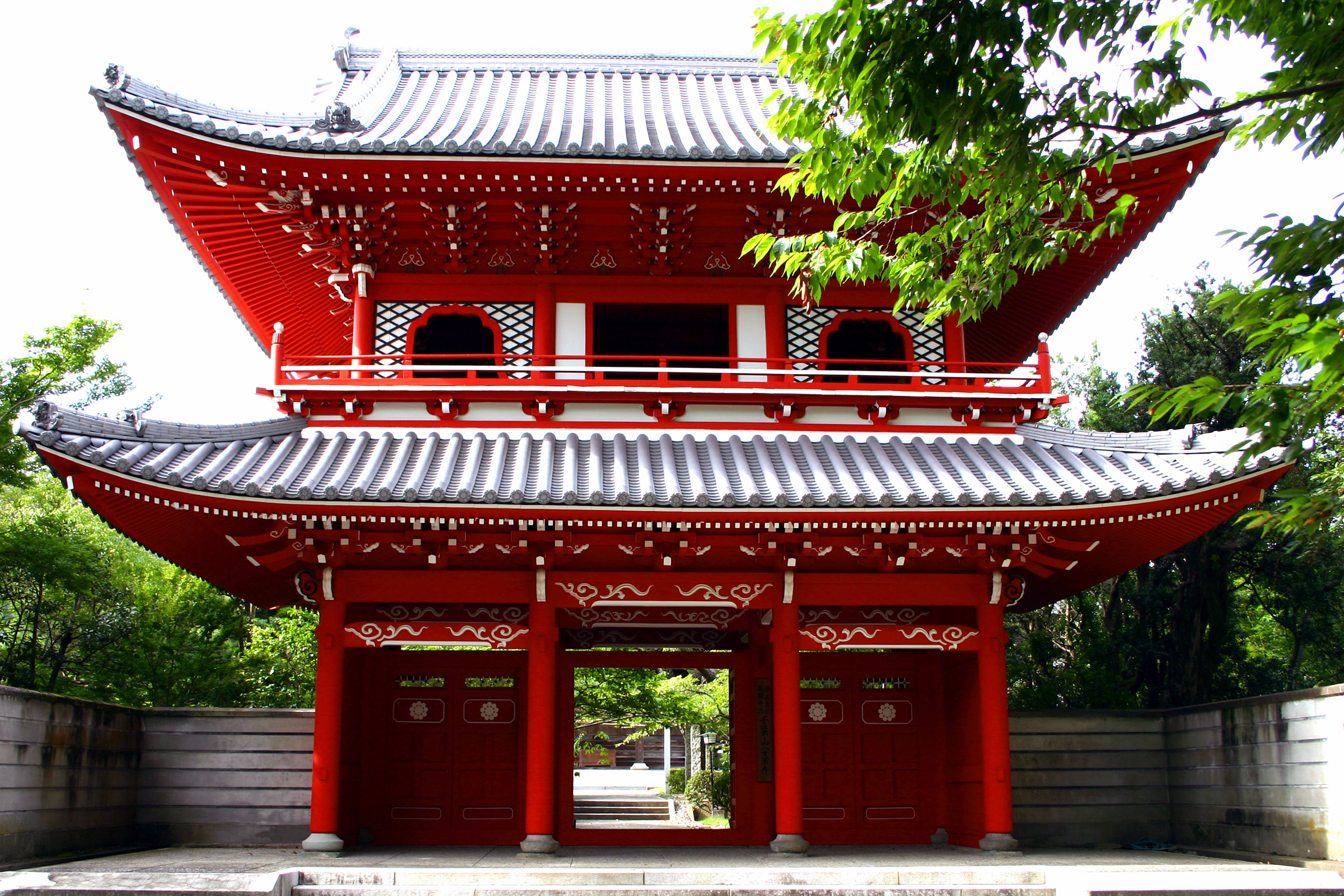
安楽寺

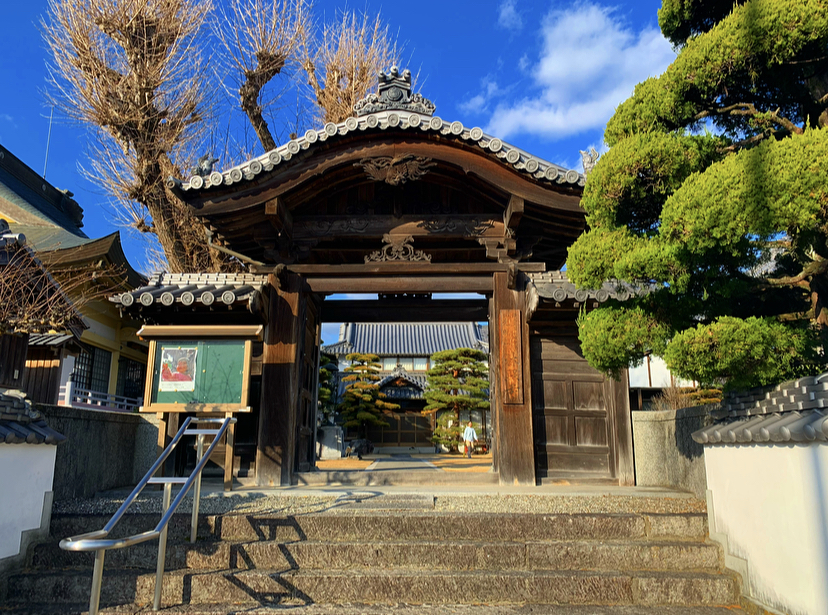
林照寺

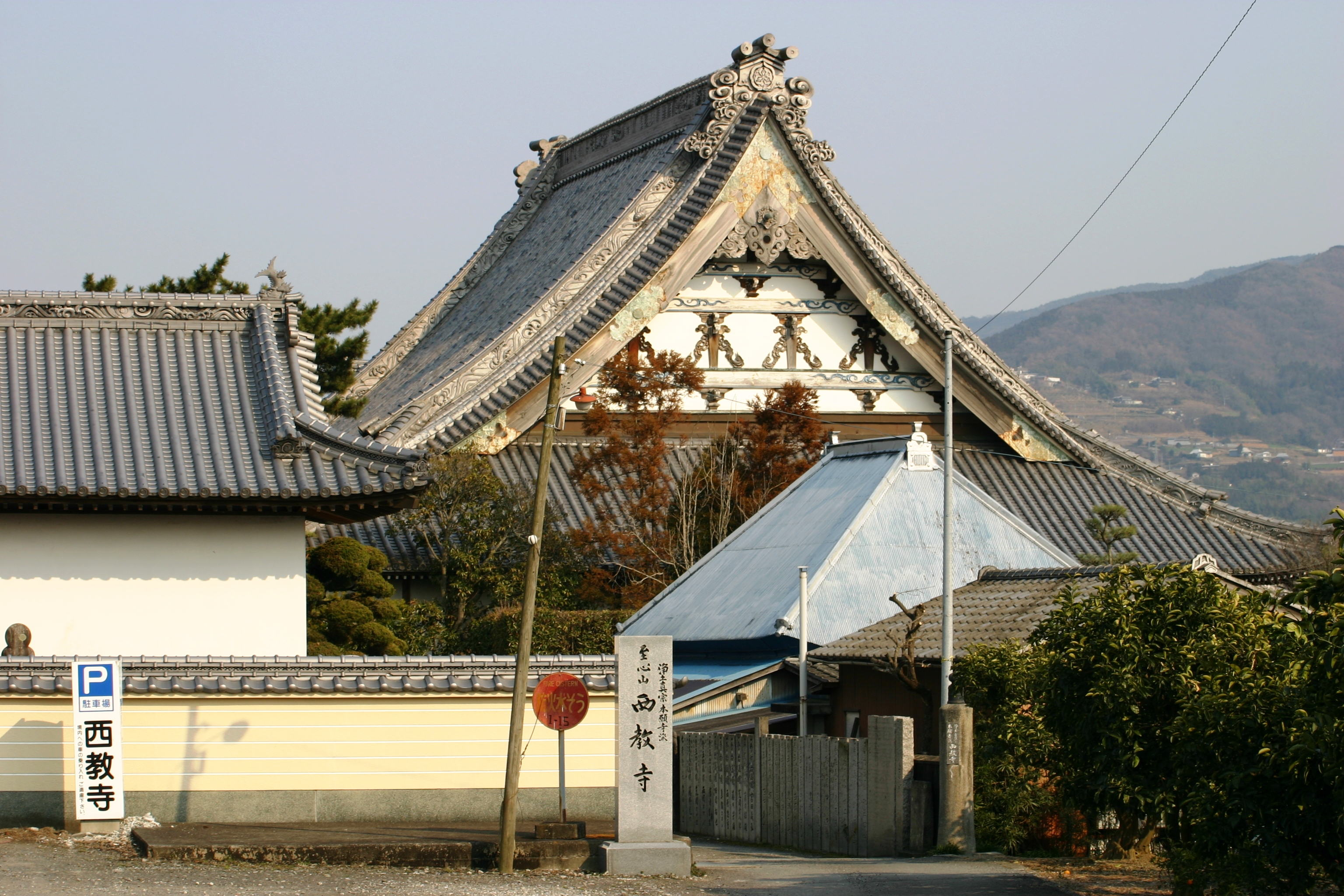
西教寺

寺町（てらまち）は、徳島県美馬市美馬町にある寺院が集中して配置された地域。とくしま88景選定。

## 施設

### 寺院
願勝寺（真言宗）
平安時代、崇徳上皇に仕えた阿波内侍が上皇の菩堤を弔うため都に建てた願勝寺を、母の生国の阿波の維摩寺（奈良時代建立）に移し願勝寺となる。その後、歴代守護や藩主の庇護を受け郡内を代表する寺院となる。国登録有形文化財である八脚門（明治時代）、天竜寺と同一手法の滝組の県指定名勝「願勝寺庭園」（室町時代）、県内最古の博物館「美馬郷土博物館」がある。
安楽寺（浄土真宗）
鎌倉時代に天台宗の真如寺（平安時代頃建立）に東国から来た千葉彦太郎常重が入寺し、浄土真宗の安楽寺に改めたと伝えられている。歴代守護の庇護のもとに勢力を拡大、最盛期には四国各地に八十余の末寺を有した。国登録有形文化財の丹塗りの二重門（江戸時代中期）、本堂（昭和初期）、鐘楼（明治時代）、書院（大正時代）と、1996年に設けられた能舞台がある。
林照寺（浄土真宗）
室町時代に安楽寺第八住職願証の弟の林証が開基したと伝えられている。総欅造の向唐門の山門から境内に入ると銀杏の大木があり、秋には銀杏が寺院建築に映える。また、毎年11月上旬頃には半世紀近い歴史を持つ菊花展が開催される。
西教寺（浄土真宗）
江戸時代初期に安楽寺十代住職正宗の隠居寺として建立されたと伝えられている。安楽寺と同様の格式を持ち、阿波や讃岐に十ヵ寺の末寺を有した。国登録有形文化財である本堂（江戸時代末）、薬医門（江戸時代末）、経蔵（昭和初期）があり、境内の石庭は古い姿を残す寺院建築と調和し良好な景観を形成している。
常念寺（浄土真宗）
元は快楽山蓮華院という天台宗寺院であったが、室町時代に浄土真宗に改宗し常念寺となり、安土桃山時代に安楽寺十代住職正宗の嫡男其宗が入寺し再興したと伝えられている。境内には、山門、本堂、書院、庫裡などが建ち並び、江戸時代末に建てられた本堂は境内の木々と調和し趣のある佇まいを見せている。

## その他
郡里廃寺跡
奈良時代初期に建てられた県内最古の寺院跡。奈良斑鳩の法隆寺と左右逆の法起寺式伽藍配置で、約100m四方の広大な寺域を有する。この地方を支配した豪族の氏寺として建立されたもので、古代の美馬の繁栄を今に伝えている。塔基壇上には当時の礎石が見られ、寺域の中心には樹齢700年ともいわれる銀杏の巨樹がある。
寺町公園
菖蒲の名所として知られる公園で、毎年6月初旬には「寺町花しょうぶ祭り」が開催される。

## 交通
- JR徳島線貞光駅から美馬市営バス寺町下車（約10分）。
- 徳島自動車道「美馬インターチェンジ」より車で約5分、脇町うだつの町並みより約15分。
- 寺町公園なんまつの丘駐車場に30台駐車可。

## 周辺
- 道の駅みまの里
- 脇町劇場（オデオン座）
- 旧長岡家住宅 - 1735年（享保20年）築の農家、国の重要文化財。徒歩10分
- 最明寺 - 萩の寺。
- あんみつ館
- デ・レイケ公園
- 脇町南町
- 吉田家住宅 (徳島県美馬市)